# دیوید گودهال
دیوید گودهال (انگلیسی: David Goodall; زاده: ۴ آوریل ۱۹۱۴ - درگذشته: ۱۰ مه ۲۰۱۸) در بریتانیا متولد شد، وی یک گیاه‌شناس و اکولوژیست استرالیایی بود. او در توسعه زودهنگام روشهای عددی در محیط زیست به ویژه مطالعه پوشش گیاهی موفق بود.
وی همچنین برندهٔ جوایزی همچون نشان استرالیا شده‌است.

## تحصیلات
دیوید گودهال در سال ۱۹۳۵ مدرک لیسانس علوم خود را در دانشگاه لندن به پایان رسانید و در همین دانشگاه در سال ۱۹۴۱ به رتبه دکترای فلسفه دست یافت. تحقیقات دکترای خود را در مؤسسه پژوهشی باغبانی و کشاورزی در کنت در مورد جذب گیاه گوجه فرنگی انجام داد.

## فعالیت‌ها
در سال ۱۹۴۸ گودهال به استرالیا رفت تا مدرک کارشناسی گیاه‌شناسی در دانشگاه ملبورن را به دست آورد. او مدرک دکتری از دانشگاه ملبورن در سال ۱۹۵۳ دریافت کرد.
او سپس به انگلستان بازگشت و به عنوان استاد گیاه‌شناسی کشاورزی در دانشگاه ریدینگ شروع به تدریس کرد و از ۱۹۵۴ تا ۱۹۵۶ در آنجا تدریس بود.
از سال ۱۹۵۶ تا ۱۹۶۷ او یک دانشمند تحقیقاتی در بخش‌های مختلف سازمان تحقیقات علمی و صنعتی مشترک (CSIRO) در استرالیا بود.
سپس از ۱۹۶۷ تا ۱۹۶۸ استاد زیست‌شناسی در دانشگاه کالیفرنیا بود.

## درگذشت
این دانشمند ۱۰۴ ساله استرالیایی تصمیم گرفت به کلینیکی در سوییس رفته و از طریق مرگ خودخواسته سرانجام در این محل به عمرش پایان دهد.
این کلینیک در ۱۰ مه ۲۰۱۸ اعلام کرد که گودهال در ساعت ۱۲:۳۰ به وقت محلی در آرامش درگذشت.